# Guerra Civil de Navarra
A Guerra Civil de Navarra iniciou-se em 1451, dez anos após a morte da rainha Branca I. A primeira causa da guerra foi a usurpação da coroa por parte do segundo marido de Branca, João II de Aragão, que continuou no trono em vez de o entregar ao herdeiro legítimo, o seu filho Carlos, Príncipe de Viana. Embora se possa dizer que a guerra civil propriamente dita terminou em 1507, os conflitos não terminaram e desembocariam na conquista de Navarra pelos reinos unificados de Castela e Aragão. Apesar da guerra ter sido longa, não foi muito sangrenta, pelo menos de forma direta, mas implicou grandes perdas económicas. Houve muito poucos confrontos armados, consistindo as ações militares em expedições, cercos mais ou menos passivos, destruição de colheitas e outros atos de sabotagem.
A guerra teve várias peripécias e mudanças de aliados de ambos os lados. O conflito envolvendo tropas foi iniciado com a entrada de tropas castelhanas em Navarra em 1451, o que, após negociações com 
Carlos, levou este a enfrentar-se ao seu pai. No início, o grupo de nobres beaumonteses tomaram o partido de Carlos, enquanto que os seus rivais agramonteses apoiaram João II. Em Pamplona, a capital, predominavam os beaumonteses. João II também contava com apoios em Castela, em grande parte devido ao seu casamento com a ambiciosa Joana Henriques, filha do poderoso Fradrique Henriques, segundo Almirante de Castela. Em 1460 João II aderiu à Liga Nobiliária, o partido dos nobres castelhanos criado para defender os interesses feudais da nobreza contra o rei Henrique IV. Os conflitos entre a Liga Nobiliária e Henrique IV prenunciaram a Guerra de Sucessão de Castela, durante a qual foi disputada a coroa castelhana entre a filha de Henrique IV, Joana, a Beltraneja, casada com Afonso V de Portugal, e a sua tia, meia-irmã de Henrique, Isabel, a Católica, casada com Fernando II, filho de João II e Joana Henriques.
A Catalunha também esteve envolvida no conflito. Carlos gozava de muito apoio entre a burguesia catalã, que se rebelou contra João II no princípio da guerra. Carlos morreu em 1461 depois de ter estado preso por duas vezes, a primeira em 1451, após ter sido capturado na batalha de Aibar, na qual nem sequer houve feridos, e depois em 1460. Esta última prisão provocou uma nova revolta na Catalunha, fomentada pelos apoiantes de Carlos. Este foi libertado no ano seguinte, mas morreria 16 dias depois de sair da prisão, oficialmente devido a tuberculose, mas houve fortes rumores de que teria sido envenenado pelo seu pai ou pela madrasta Joana Henriques. Esses rumores originaram mais rebeliões contra João II na Catalunha, apoiadas por Henrique IV. Por sua vez, João procurou o apoio de Luís XI de França que, paradoxalmente continuou a ser formalmente aliado de Henrique para outros conflitos.

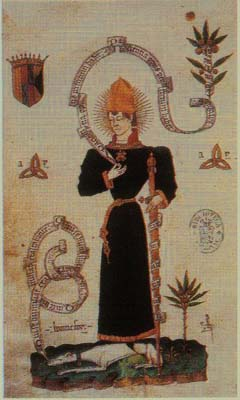
Carlos, Príncipe de Viana (1421-1461), num códice aragonês.

Com a morte de Carlos, a disputa da sucessão passou então a ser entre as suas irmãs, Leonor de Foix, casada com o francês Gastão IV, Conde de Foix e que viria a reinar como Leonor I, e Branca II. Branca foi encarcerada pelo pai em Olite em 1461, sendo transferida no ano seguinte para Saint-Jean-Pied-de-Port, onde expressou o seu receio de ser envenenada e escreveu um testamento deixando a coroa de Navarra ao seu primo e ex-marido Henrique IV de Castela, por não concordar com a sucessão a favor de Leonor. Em novembro de 1464 assistiu com o pai a uma sessão das Cortes de Navarra, mas dez dias mais tarde, em 2 de dezembro de 1464 morreu em Orthez, envenenada por uma dama de Leonor.
Em 1464 foram acordadas tréguas entre João II e Luís de Beaumont, segundo Conde de Lerín, o líder dos beaumonteses, que em 1451 tinha sido preso em Aibar juntamente com Carlos. Leonor assumiu o governo de Navarra em nome de João II, mas em setembro de 1468, João enviou uma carta a Leonor onde manifesta o seu desacordo numa série de questões de autoridade e faz ameaças caso ela atuasse contra o seu interesse. Essa carta exaltou os ânimos nas cortes reunidas pelo bispo de Pamplona para discutir a resposta a dar ao rei. O bispo seria assassinado pouco depois e Leonor rebelou-se contra o pai e contra a madrasta Joana Henriques. Desta vez foram os beaumonteses a tomarem o partido de João, enquanto que os agramonteses tomaram o partido de Leonor. Joana Henriques não escondia os seus planos de união de Navarra com Castela e Aragão na pessoa do seu filho Fernando, o Católico, herdeiro do trono de Aragão e futuro marido da herdeira de Castela, Isabel.
Joana Henriques encontrou-se com Leonor em Ejea a 20 de junho de 1467 e acordou formalmente o reconhecimento de Leonor como herdeira de Navarra, enquanto Leonor renunciava à coroa aragonesa. Isso mesmo foi confirmado pelas "capitulações de Olite" de 30 de maio de 1471, embora Joana tivesse reafirmado os direitos de sucessão do seu filho Fernando em vários documentos oficiais posteriores. O acordo entre a sua mãe a sua meia-irmã não impediu Fernando de intervir nos assuntos de Navarra e em 6 de maio de 1476, um ano após ter sido aclamado rei de Castela juntamente com Isabel, e três anos antes da morte do seu pai, assinava um acordo de paz entre agramonteses e beaumonteses intitulando-se «pela graça de Deus, rei de Navarra, Castela, Leão, Portugal, Sicília e primogénito de Aragão». Em 1476, alguns meses depois de desse acordo, Fernando enviou tropas para controlar militarmente uma série de praças navarras, incluindo a de Pamplona, a pretexto de impedir a penetração francesa em Navarra. No mesmo ano, Fernando solicitou ao seu pai o «encargo das coisas de Navarra» e nomeou pessoas da sua confiança para uma série de cargos importantes no reino navarro.

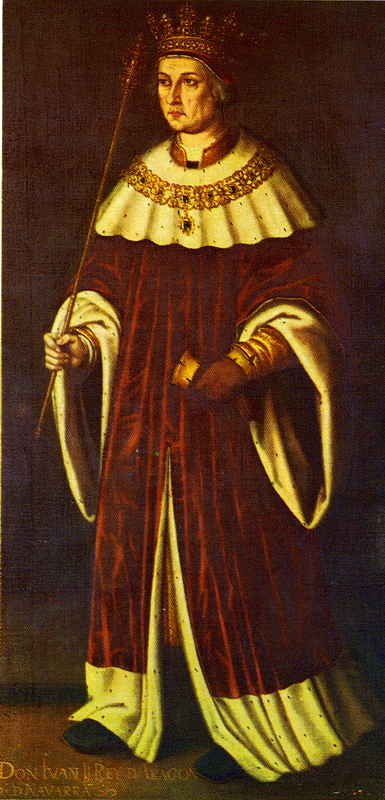
João II de Aragão.

Após a morte de João II, a 20 de fevereiro de 1479, Leonor de Foix foi proclamada rainha de Navarra como Leonor I, a 1 de março, mas morreu 15 dias depois, tendo designado como seu herdeiro o seu neto, Francisco I de Foix, menor de idade, a quem aconselhou que se aliasse com o rei francês. Madalena da França, mãe de Francisco, assumiu a regência. Os Reis Católicos pressionaram no sentido de casar o seu filho e herdeiro João com a irmã de Francisco, Catarina de Foix, o que nunca chegou a acontecer. Com a morte pramatura de Francisco, Catarina assumiu o trono de Navarra em 1483 e casa-se no ano seguinte com o francês João III de Albret.
Entretanto, Fernando II continuava a manter tropas em Navarra e em 12 de novembro de 1486 unificou o comando militar da fronteira navarra sob as suas ordens. No ano seguinte suprimiu os salvo-condutos dos mercadores navarros, passando estes a ter que solicitar permissão ao rei castelhano para se deslocarem. Em 1487 a família do Conde de Lerín, líder dos beaumonteses, uniu-se à do duque de Nájera com o casamento  dos seus filhos. Em 1488 é assinado o Tratado de Valência, no qual  Catarina e João de Albret reconhecem a tutela castelhana sobre Navarra em troca do levantamento das restrições ao comércio impostas pelos Reis Católicos. Nos termos do tratado, as tropas castelhanas continuariam em Navarra, mas não reconhecem Catarina como rainha. Entretanto, Catarina nunca chegou a ser oficialmente coroada. Em 1491, novas negociações relacionadas com a coroação conduzem a um novo acordo, que proíbe a presença de tropas bascas francesas em Navarra, sujeita os alcaides e soldados das fortalezas à autoridade dos Reis Católicos e impede o casamento dos filhos dos reis navarros sem autorização prévia de Isabel e Fernando. A coroação de Catarina e João de Albret ocorre finalmente a 13 de janeiro de 1494.
Em 1495, o pai de João, Alan de Albret, negociou com Fernando II um novo acordo para solucionar as intrigas políticas. No âmbito desse acordo o Conde de Lerín foi obrigado a abandonar Navarra e a ceder todos os seus bens a Fernando, recebendo em troca uma série de senhorios na Andaluzia. Com isto, Fernando passa a controlar importantes vilas e fortalezas e mantém uma guarnição militar em Olite. A presença dessas tropas entre 1595 e 1500 foi na prática uma ocupação militar, apesar de formalmente não ter ocorrido uma anexação.

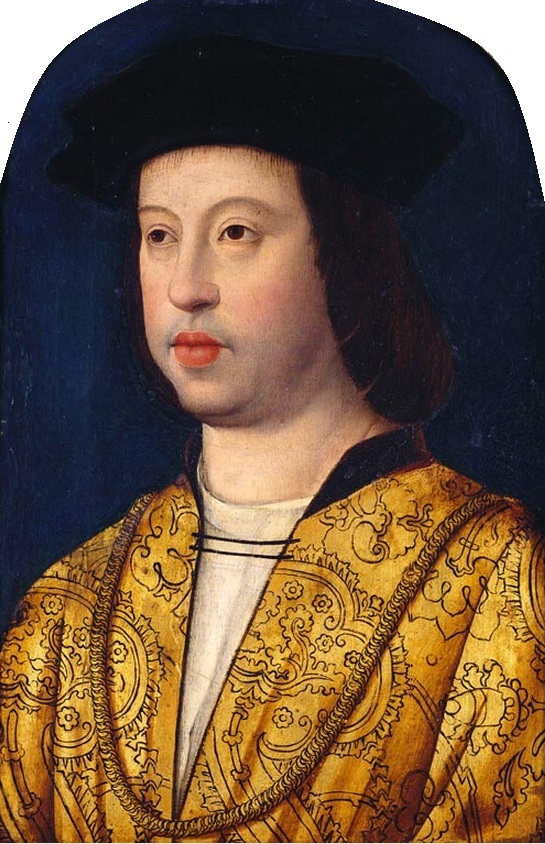
Fernando II, o Católico.

Em 1497 os Reis Católicos tentaram anexar Navarra mediante um acordo com o monarca francês, que em troca receberia o Reino de Nápoles. A situação passou de uma guerra interna com interferência dos estados vizinhos para passar a ser mais abertamente um processo de anexação de Navarra pelos reis castelhano-aragoneses. Em 1500 foi assinado um novo acordo em Sevilha, no qual os Reis Católicos se comprometiam  a retirar as suas tropas de Navarra em troca do casamento de Madalena, filha dos reis de Navarra Catarina de Foix e João III de Albret, com um filho ou neto dos Reis Católicos. Madalena foi viver para a corte castelhana, mas nunca se chegou a acordo quanto aos termos dos acordos pré-matrimoniais. Madalena morreu prematuramente em 1504 quando estava refém de Fernando II, o que provocou novos conflitos entre os monarcas navarros e o Conde de Lerín.
Dois anos após ter enviuvado, Fernando casou-se em 1505 com Germana de Foix, filha de João de Foix, Visconde de Narbona e  sobrinha de Luís XII de França. Germana também reclamava a herança dos Foix e o trono de Navarra. Em 1507 o Conde de Lerín, líder dos beaumonteses, foi expulso de Navarra com o apoio praticamente unânime de todos os navarros, conseguindo-se também a saída das tropas estrangeiras. O Conde de Lerín morreu no ano seguinte no exílio e o seu filho, Luís de Beaumont planeou recuperar as possessões perdidas pelo seu pai em Navarra com o apoio do general Juan Ribera, antigo comandante das tropas castelhanas em Navarra, e do embaixador castelhano Pedro de Ontañón. Na corte de Madrid falava-se já abertamente na invasão de Navarra, do Béarn e de outros domínios dos Foix. A expulsão do líder dos beaumonteses marcou o fim da guerra civil propriamente dita, mas a situação do pequeno reino navarro, encravado entre as duas super-potências regionais, com a recém-criada Espanha de um lado, tentando expandir o seu império, e uma França desejosa de afirmar a sua hegemonia na Europa do outro, levou à continuação da guerra, já não interna, mas de conquista, embora com a colaboração ativa a partir do interior dos beaumonteses.